# Ryanggang
Ryanggang (Ryanggang-do) er en provins i Nordkorea. Den ligger i den nordlige del af landet, med Kina i nord, og de nordkoreanske provinser Nordhamgyong i øst, Sydhamgyong i syd og Chagang i vest. Ryanggang blev oprettet i 1954 ved en af Sydhamgyong. Regionshovedstaden er Hyesan.
I regionen ligger bjerget Paektusan, der spiller en central rolle i den nordkoreanske historie og kultur, det forventes at alle nordkoreanere på et tidspunkt i deres liv besøger bjerget, da det hævdes at det tidligere nordkoreanske statsoverhoved Kim Jong-il skulle være født under en dobbelt regnbue på dette bjerg.

## Administrativ inddeling
Regionen er delt ind i en by (si) og elleve amter (kun).

### Byer
- Hyesan-si (혜산시; 惠山市)

### Amter
- Kapsan-kun (갑산군; 甲山郡)
- Kimjŏngsuk-kun (김정숙군; 金貞淑郡)
- Kimhyŏnggwŏn-kun (김형권군; 金亨權郡)
- Kimhyŏngjik-kun (김형직군; 金亨稷郡)
- Paegam-kun (백암군; 白岩郡)
- Poch'ŏn-kun (보천군; 普天郡)
- P'ungsŏ-kun (풍서군; 豊西郡)
- Samjiyon-kun (삼지연군; 三池淵郡)
- Samsu-kun (삼수군; 三水郡)
- Taehongdan-kun (대홍단군; 大紅湍郡)
- Unhŭng-kun (운흥군; 雲興郡)